# Tsering Phuntsok
Tsering Phuntsok, né en 1948 dans la région tibétaine orientale du Kham Gonjo est un moine et un homme politique tibétain, ministre de la Religion et de la Culture de 2006 à 2011. 

## Biographie
À un âge précoce, il a été inscrit en tant que moine au monastère de Bagon, une branche du monastère de Palyul. Après l'arrivée des forces chinoises au Tibet, il s'est échappé en exil. En 1963, il rejoint le monastère Namdrol Ling à Bylakuppe, et simultanément fréquente l'école tibétaine de la région. Alors au collège, il rejoint en 1988 l'Institut central des hautes études tibétaines (CIHTS) à Varanasi, où il a obtenu son diplôme  d'Acharya, suivie d'une étude de trois ans à l'université de Sanskrit de Varanasi. Il fut l'un des membres fondateurs du Bod Rawang Denpai Laigul (contribution volontaire recueillies par le biais du Livre vert), alors qu'il faisait son doctorat au CIHTS, après quoi il a enseigné à Namdroling, en plus d'effectuer divers autres services communautaires. Plus tard, à partir de la circonscription de la tradition Nyingma du bouddhisme tibétain, il a été élu membre de la 11e, 12e, 13e et 14e Assemblée tibétaine du Parlement tibétain en exil. Lors de presque tous ses mandats, il été président de divers comités de l'Assemblée. Le 5 octobre 2006, il fut nommé candidat ministre et fut confirmé à cette  fonction par le Parlement, où il fut remplacé par Sonam Tenphel.
Il apparaît dans le film documentaire de 2013 Dans un claquement de mains de Véronique Nicolle et Laurène Lepeytre.